# L'Amphion faux messie ou histoire et aventures du baron d'Ormesan
L'Amphion faux messie ou histoire et aventures du baron d'Ormesan is een reeks van zes verhalen in L'Hérésiarque et Cie van Guillaume Apollinaire die zijn gewijd aan de avonturen van de baron D'Ormesan.
Het personage is gebaseerd op Gery Pieret, de secretaris van Apollinaire, die later zelfs ondertekende met de naam van de fictieve baron.

## Verhalen
De zes verhalen zijn:
- Le Guide (De gids)
- Un Beau film (Een mooie film)
- Le Cigare romanesque (De romantische sigaar)
- La Lèpre
- Cox-City
- Le Toucher à distance (Teleprojectie)

## Inhoud
De baron Ignace d'Ormesan, schept in het eerste verhaal (Le Guide) een nieuwe kunstvorm, namelijk die van de kunstzinnige wandeling. In Un Beau film is hij een filmpionier en filmt hij als eerste een moord. Le Cigare romanesque is gewijd aan een Cubaanse liefdesgeschiedenis, geïnspireerd op het sigarenmerk Romeo y Julieta. In La Lèpre denkt de baron te sterven door lepra, nadat hij het Italiaanse woord 'lepre' (haas) verkeerd interpreteerde. Cox-City is het verhaal van een groep goudzoekers die in Alaska een stad stichten, maar om dreigen te komen van de honger. Na een collectieve zelfmoord overleeft d'Ormesan en hij houdt zich in leven met mensenvlees. In het slotverhaal, Le Toucher à distance, blijkt hij te beschikken over een apparaatje waarmee hij overal ter wereld vanuit het niets kan verschijnen. Hij misbruikt deze uitvinding door zich op te werpen als nieuwe messias, maar komt tragisch aan zijn einde.